# MariNaomi
Pour les articles homonymes, voir Naomi.
MariNaomi est une auteure de bandes dessinées américaine. Ses bandes dessinées sont généralement autobiographiques. Elle y parle de la recherche de ses racines, de son identité queer, ainsi que de son féminisme.

## Biographie
Son père est un Américain blanc, sa mère est japonaise. Elle a grandi à Mill Valley, en Californie.

### Bases de données
MariNaomi a fondé et édite une base de données en ligne consacrée aux auteurs de bandes dessinées ("cartoonists") queer ainsi qu'une base de données d'auteurs de bandes dessinées "de couleur".
MariNaomi fait partie du collectif féministe lesbien Sister Spit (en), aux côtés  de Michelle Tea  ou Blake Nelson.

### Harcèlement sexuel dans le milieu de la BD
En 2013, Scott Lobdell a présenté ses excuses à MariNaomi pour le harcèlement sexuel envers elle durant le Prism Comics Panel au Long Beach Comic Con. MariNaomi a écrit un article pour XoJane où elle raconte comment elle s'est sentie harcelée par un collègue quand il l'a interrogée sur sa sexualité sur scène, tenant des propos offensants sur son apparence et ses origines asiatiques, et commettant des plaisanteries douteuses sur elle. MariNaomi n'a pas nommé le fâcheux, mais Scott Lobdell a plus tard reconnu être la personne en question, et a transmis une lettre d'excuses à MariNaomi via Heidi MacDonald, rédactrice en chef de ComicsBeat.com.

## Style
MariNaomi dessine généralement en noir et blanc. Son style peut être qualifié de minimaliste.

## Œuvres
- Kiss & Tell: A Romantic Resume, Ages 0 to 22 (2011), qui a reçu le prix SPACE (en) 2012.
- Dragon's Breath and Other True Stories (2014): différents chapitres sur des personnes mortes, appréciées et détestées[3]
- Turning Japanese (2016): MariNaomi raconte son expérience d’hôtesse de bar à San José (Californie) et à Tokyo et son apprentissage du japonais[4].
- Pet Noir contient une histoire de Shannon O'Leary, illustrée par MariNaomi, à propos de la mort de Diane Whipple (en) (Manic D Press).
- Participation à : Diane Noomin et collectif, Drawing Power: Women's stories of sexual violence, harassment and survival, Abrams Books, 2019 (ISBN 9781419736193), prix Eisner de la meilleure anthologie 2020[9]
  - traduit en français par Samuel Todd sous le titre Balance ta bulle : 62 dessinatrices témoignent du harcèlement et de la violence sexuelle, Massot Éditions, 2020  (ISBN 978-2380352283)